# Something So Right
«Something So Right» —en español: «Algo tan correcto»— es una canción de Paul Simon. Fue presentada originalmente en su álbum de 1973 There Goes Rhymin' Simon. El título provisional de una demo anterior de «Something So Right» era «Let Me Live in Your City». Esta demo aparece en la reedición de 2004 de There Goes Rhymin' Simon.

## Versiones
- En 1974, la canción fue grabada por Barbra Streisand para su álbum The Way We Were.
- En 1976, la canción fue grabada por la cantante de soul de Miami Gwen McCrae dándole nombre a su álbum Something So Right.
- En 1977, la canción fue grabada por Phoebe Snow para su álbum Never Letting Go.
- En 1995, la canción fue grabada por la cantante británica Annie Lennox para su álbum Medusa. Posteriormente ese año, Lennox regrabó la pista como un dueto con Paul Simon, y fue publicada como un sencillo, alcanzando el número 44 en las listas del Reino Unido.
- La canción fue grabada también por la cantautora Susan Werner en su álbum Last of the Good Straight Girls, publicado en 1995.
- La artista de country Trisha Yearwood grabó una versión de la canción para la banda sonora de la película de 1999 Entre el amor y el juego.
- En 2004, Marcia Hines grabó una versión para su álbum Hinesight.

## Lista de canciones

### Maxisencillo en CD
1. "Something So Right" - 3:50  

2. "Waiting In Vain" (Grabada en directo para Radio 1) - 3:39  

3. "Something So Right" (Grabada en directo para Radio 1) - 3:40  

4. "Money Can't Buy It" (Grabada en directo en Nueva York) - 4:49 

### Sencillo en CD
1. "Something so Right" - 3:50 

2. "Sweet Dreams (Are Made of This)" (Grabada en directo en Nueva York) - 3:28